# Branden i Molde
|  | Denne artikel er oprettet af botten Steenthbot ud fra en ekstern database. Den kan derfor have sproglige fejl eller mangler. Denne skabelon kan fjernes efter kontrol af indholdet. |

Branden i Molde er en dansk dokumentarisk optagelse fra 1916.

## Handling
21. og 22. januar 1916 brændte 225 bygninger og en række haveanlæg ned i en bybrand på østsiden af Moldeelven i Norge.